# Badischer Staatsopernchor
Der Badische Staatsopernchor ist ein Chor in Karlsruhe und Bestandteil des Badischen Staatstheaters Karlsruhe.

## Geschichte
Das Gründungsdatum des badischen Staatsopernchors ist nicht bekannt. Es gibt Hinweise darauf, dass im Jahr 1715 ein Opernchor in Durlach gegründet wurde. Dieser Chor trat regelmäßig in der Region auf und war somit etabliert. Mitte des 19. Jahrhunderts wurde dieser Chor zunehmend bekannt und war schließlich unter dem Namen „Karlsruher Opernchor“ ein fester Bestandteil des großherzoglichen Hoftheaters in Karlsruhe. Mit der politischen und kulturellen Entwicklung der Region wandelte sich der Chor weiter, sodass er ab dem Jahr 1918 als offizieller Bestandteil des Landestheaters in Karlsruhe unter dem neuen Namen „badischer Staatsopernchor“ auftrat.
In seiner Anfangszeit bestand der Chor ausschließlich aus weiblichen Mitgliedern. Im Laufe der Jahre änderte sich dies, sodass heute insgesamt 28 Frauen und 26 Männer Teil des Ensembles sind. Die Leitung liegt in den Händen von Chordirektor Ulrich Wagner. Der Chor tritt nach wie vor regelmäßig im badischen Staatstheater in Karlsruhe auf und ist dort fester Bestandteil der Musik- und Opernaufführungen.

## Auszeichnungen
Im Jahr 2018 wurde die Aufzeichnung der Oper Les Troyens des französischen Komponisten Hector Berlioz mit dem International Opera Award 2018 ausgezeichnet.

## Zusammenarbeit mit bekannten Regisseuren und Dirigenten
Der Chor arbeitete mit folgenden bedeutenden und international renommierten Dirigenten und Regisseuren zusammen:
| Name                  | Bezeichnung | Herkunft    |
| --------------------- | ----------- | ----------- |
| Jean-Louis Martinoty  | Regisseur   | Frankreich  |
| Gian-Carlo del Monaco | Regisseur   | Italien     |
| Juri Ljubimov         | Regisseur   | Russland    |
| Peer Boysen           | Regisseur   | Deutschland |
| Alexander Schulin     | Regisseur   | Deutschland |
| David Hermann         | Regisseur   | Deutschland |
| Tobias Kratzer        | Regisseur   | Deutschland |
| Christopher Alden     | Regisseur   | England     |
| Keith Warner          | Regisseur   | England     |

| Name             | Bezeichnung          | Herkunft    |
| ---------------- | -------------------- | ----------- |
| Hermann Levi     | Hofkapellmeister     | Deutschland |
| Felix Mottl      | Hofkapellmeister     | Österreich  |
| Josef Krips      | Kapellmeister        | Österreich  |
| Joseph Keilberth | Generalmusikdirektor | Deutschland |
| Christof Prick   | Generalmusikdirektor | Deutschland |
| Anthony Bramall  | Generalmusikdirektor | England     |
| Justin Brown     | Generalmusikdirektor | England     |

## Uraufführungen
Aufgrund seiner langen Tradition und frühen Gründung war der badische Staatsopernchor an zahlreichen Uraufführungen beteiligt. Bereits im Jahr 1890 wirkte der Chor in der Oper Les Troyens des französischen Komponisten Hector Berlioz mit. Nur wenige Jahre später, im Jahr 1893, trat er in Der Rubin von Eugen d’Albert auf, gefolgt von der Uraufführung der Oper Fierrabras von Franz Schubert im Jahr 1897.